# Janssen Peak
Janssen Peak är en bergstopp i Antarktis. Den ligger i Västantarktis. Argentina, Chile och Storbritannien gör anspråk på området. Toppen på Janssen Peak är 1 085 meter över havet. Janssen Peak ingår i DuFief.
Terrängen runt Janssen Peak är varierad. Havet är nära Janssen Peak åt sydväst. Trakten är obefolkad. Det finns inga samhällen i närheten. 